# تپه خان کلی انجیرک
تپه خان کلی انجیرک (هـ. ۵۹) مربوط به دوران پیش از تاریخ ایران باستان است و در شهرستان هرسین، روستای انجیرک واقع شده و این اثر در تاریخ ۲۴ فروردین ۱۳۸۲ با شمارهٔ ثبت ۸۱۴۷ به‌عنوان یکی از آثار ملی ایران به ثبت رسیده است.